# Ricardo, Texas
Ricardo är en så kallad census-designated place i Kleberg County i Texas. Vid 2010 års folkräkning hade Ricardo 1 048 invånare.